# Denkmal Friedrichs des Großen (Oppeln)

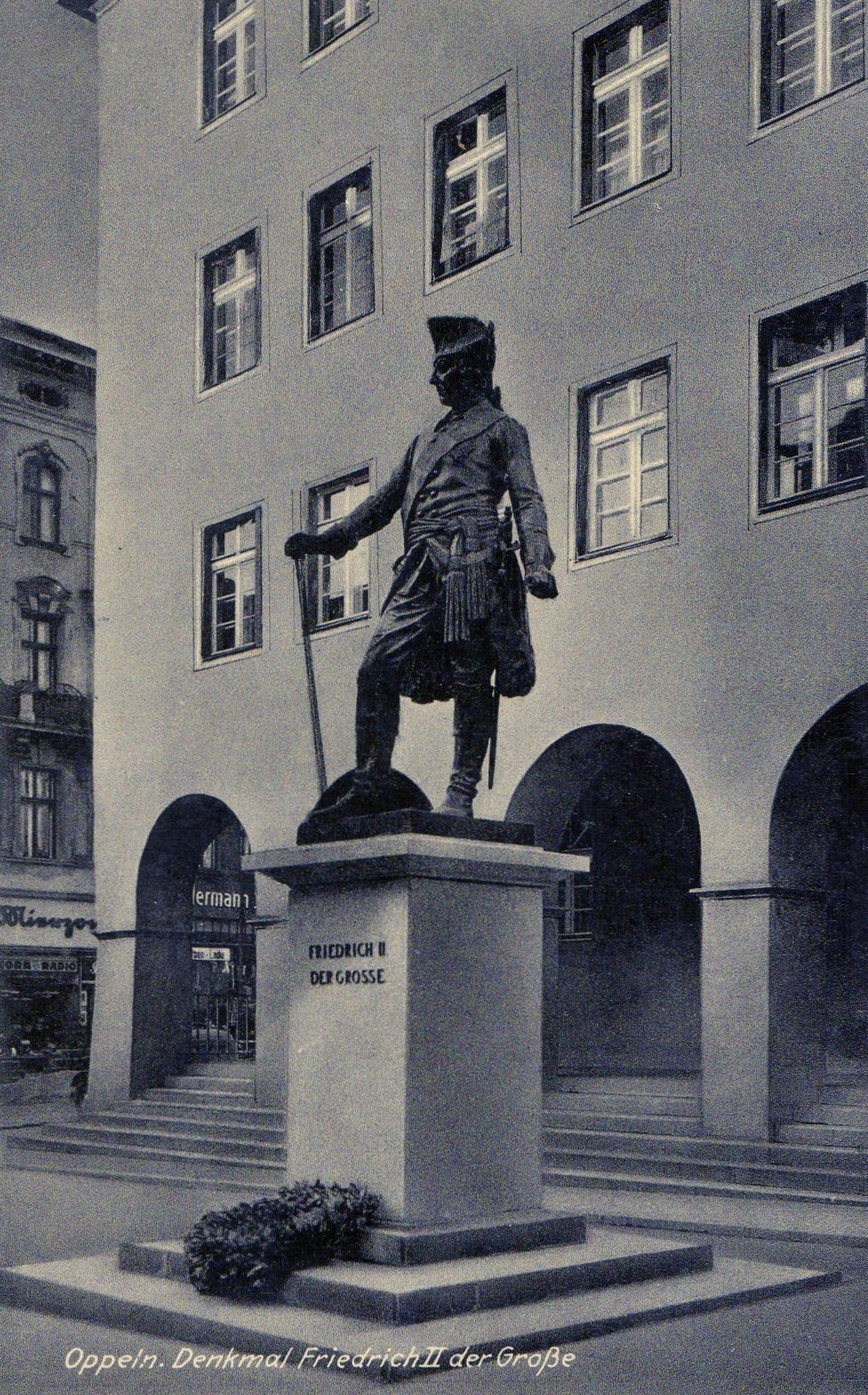
Denkmal Friedrichs des Großen 1936

Das Denkmal Friedrichs des Großen war ein Denkmal in der oberschlesischen Stadt Oppeln (heute: Opole) zu Ehren des preußischen Königs Friedrich II. Es stand an der Südseite des Oppelner Rings am Rathaus.

## Geschichte
Der Entwurf des Denkmals stammt bereits aus dem Jahr 1862 von Eduard Uhlenhuth. Die Zink-Figur wurde 1933 in Gleiwitz gegossen. Das Denkmal wurde dann 1936 auf dem Oppelner Ring vor dem neuen Anbau des Rathauses aufgestellt. Es stellt den König in aufrechter Position mit seinem Gehstock dar.
Am Ende des Zweiten Weltkriegs wurde die Statue am 6. April 1945 von sowjetischen Soldaten demontiert und in den Mühlgraben, einem Seitenarm der Oder, geworfen. Der Sockel stand noch mehrere Jahre lang an der gleichen Stelle und wurde erst später beseitigt. Etwa an der gleichen Stelle befindet sich heute das 2018 aufgestellte Reiterstandbild Fürst Kasimir I. von Oppeln.